# Pujsa Pepa
Pujsa Pepa (angleško Peppa Pig) je risana serija za otroke. Ustvarila sta jo Mark Baker in Neville Astley.

## Vsebina
Pujsa Pepa živi v hišici na hribu z mlajšim bratcem Juretom, mamo pujso in očijem pujsom. Ima tudi stara starša dedija pujsa in babi pujso. Pepa ima nekaj prijateljev, in sicer ovčko Oljo, psa Petra, zebro Zalko, slončico Sonjo in zajkljo Zinko. Skupaj hodijo v šolo. Pepa obožuje skakanje po blatnih lužah, Jure pa dinozavre. Vsaka dogodivščina se konča z veliko smeha.
20. maja 2025 je dobila sestrico Evie.
Risanke so sinhronizirane v slovenščino. Nekaterim likom so tako v slovenski različici glasove posodili igralci Gregor Gruden, Barbara Cerar, Jernej Šugman in Maja Sever.